# Paul del Río Canales
Paul del Río Canales (L'Havana, 22 de desembre de 1943 - Caracas, 5 d'abril de 2015) va ser un escultor, pintor i revolucionari veneçolà. Com a artista va combinar el modernisme, el cubisme i el surrealisme per a crear quadres enigmàtics que solen ser una crítica social sobre la duresa de la vida urbana moderna per a la gent corrent i el seu anhel d'una vida millor.

## Biografia
Originaris d'Espanya, els seus pares es van exiliar a l'Estat francès després de la victòria del feixisme i més endavant van emigrar a l'Havana, on va néixer. Al seu segon any de vida, la seva família es va traslladar a Caracas.

### Guerrilla
Com a guerriller del Movimiento de Izquierda Revolucionaria, Del Río es va donar a conèixer públicament amb el pseudònim de «Máximo Canales». L'any 1963, als 19 anys, com a líder del grup guerriller veneçolà de les Forces Armades d'Alliberament Nacional (FALN) es va apoderar del vaixell de càrrega veneçolà Anzoátegui. El vaixell va evadir tant la Marina dels Estats Units d'Amèrica com la Royal Navy durant onze dies abans d'atracar amb seguretat a la costa de Belém, al Brasil.
Sis mesos després, Del Río va segrestar a punta de pistola l'estrella del futbol argentí Alfredo Di Stéfano a l'hotel Potomac de Caracas mentre el seu equip, el Reial Madrid, feia una gira de pretemporada per Sud-amèrica. El segrest va rebre el nom en clau de «Julián Grimau», després que el comunista espanyol Julián Grimau fos afusellat a Espanya aquell mes d'abril durant la dictadura de Francisco Franco. Di Stéfano va ser alliberat il·lès dos dies després a prop de l'ambaixada espanyola, sense que es pagués cap rescat. Les FALN tenien la intenció d'utilitzar el segrest per a cridar l'atenció internacional sobre el govern repressiu de Ròmulo Betancourt. Di Stefano va jugar un partit contra el São Paulo FC l'endemà i va rebre una gran ovació a l'Estadi Olímpic.

### Art
L'any 1966, Del Río va començar a fer caricatures polítiques amb el pseudònim d'«URBA», i a poc a poc va trobar mitjans alternatius per a expressar les opinions polítiques a través de l'art. El 1975, va recuperar la nacionalitat veneçolana que havia estat retirada a tota la seva família pel president Rómulo Betancourt (1959-1964). La galeria Viva México de Caracas va ser la primera a exposar amb èxit la seva obra i, del 1974 al 1993, va mostrar-se en diverses exposicions internacionals.
L'any 2000, va dissenyar l'escultura de bronze Mano Mineral per a l'Orde Juan Pablo Pérez Alfonso, el guardó d'estat veneçolà que es concedeix a aquelles persones per llur contribució en els àmbits de la mineria, el petroli i l'energia.